# Glykemická zátěž
Glykemická zátěž (glycemic load; GL) číselně odhaduje zvýšení hladiny glukózy v krvi člověka po konzumaci určité potraviny nebo jídla. Složkami pro její výpočet je obsah sacharidů v dané potravině a dále účinek těchto sacharidů na krevní cukr, vyjádřený ukazatelem glykemický index (GI). Jedna jednotka glykemické zátěže (GL 1) má obdobný účinek jako konzumace jednoho gramu glukózy.

## Výpočet
GL = S x GI / 100
GL - glykemická zátěž potraviny; S - obsach sacharidů v gramech; GI - glykemický index potraviny.
Příklad: 100 g vodního melounu obsahuje 7 g sacharidů o GI 76. Glykemická zátěž melounu je tak 7 * 76 / 100 = 5,3.

## Popis
Zatímco glykemický index je dán fixně pro každý typ jídla, glykemickou zátěž lze počítat pro jakékoli množství potraviny, jídla nebo více dokonce všechna jídla během dne. Lze tak říci, že GL je praktickým naplněním teoretického ukazatele GI.
U jedné dávky jídla je GL vyšší než 20 považován za vysoký, GL 11–19 za střední a GL 10 a méně za nízký. Potraviny, které mají nízkou GL v typické velikosti porce, mají téměř vždy nízký GI. Potraviny se středním nebo vysokým GL v typické velikosti porce se pohybují od velmi nízkého po velmi vysoký GI.

## Přínos
Glykemická zátěž se jeví jako významný faktor ve stravovacích programech zaměřených na metabolický syndrom, inzulínovou rezistenci a zlepšování tělesného složení (méně tuku, více aktivní hmoty; neprokázal se však účinek na redukci tělesné hmotnosti, kde prvotní funkci hraje energetický příjem). Studie potvrdily, že trvalé zvýšení hladiny cukru v krvi a inzulínu může vést ke zvýšenému riziku cukrovky.  Šanghajská studie zdraví žen dospěla k závěru, že u žen, jejichž diety měly nejvyšší glykemický index, byla o 21 procent vyšší pravděpodobnost vzniku cukrovky 2. typu než u žen, jejichž diety měly nejnižší glykemický index.  Podobné nálezy byly hlášeny ve studii Zdraví černých žen.  Cílem dietního programu, který řídí glykemickou zátěž, je vyhnout se trvalým špičkám hladiny cukru v krvi a může pomoci zabránit vzniku cukrovky 2. typu. Pro diabetiky je glykemická zátěž doporučeným nástrojem pro řízení hladiny cukru v krvi.

## Glykemická zátěž na 100 g potravin
Číselné hodnoty uvedené v tabulce jsou přibližné. 100 g nemusí představovat typickou velikost porce. Například typická rýžová porce by byla 150 - 200 g s odpovídajícím zvýšením GL, zatímco banán může vážit více než 100 g. Referenční tabulky, které dávají GL podle typické velikosti porce, budou zobrazovat různé hodnoty.
| Potravina                             | Glykemický index                      | Obsah sacharidů (g) | Glykemická zátěž (100 g porce) |
| ------------------------------------- | ------------------------------------- | ------------------- | ------------------------------ |
| Bageta, bílá, hladká                  | 95 (vysoký)                           | 50                  | 48                             |
| Banán, průměr z 10 studií             | 52 (nízká) - 55 ± 7 (nízká – střední) | 20                  | 10 - 11 ± 1                    |
| Zelí                                  | 10 (nízká)                            | 5,9                 | < 1                            |
| Mrkev, průměr ze 4 studií             | 47 (nízká)                            | 8                   | < 4                            |
| Kukuřičná tortilla                    | 52 (nízká)                            | 48                  | 25                             |
| Brambor, průměr z 5 studií            | 50 (nízký) - 99 ± 25 (vysoký)         | 19                  | 9 - 18 ± 5                     |
| Rýže, vařená bílá, průměr z 12 studií | 64 - 93                               | 25                  | 16 - 23                        |
| Vodní meloun                          | 76 (vysoký)                           | 7                   | < 6                            |